# 75 Кита
75 Кита (лат. 75 Ceti) — звезда, которая находится в созвездии Кит на расстоянии около 265 световых лет от нас. Вокруг звезды обращается, как минимум, одна планета.

## Характеристики
75 Кита — звезда 5,36 видимой звёздной величины. Она представляет собой жёлтый гигант — светило намного крупнее и ярче, чем наше Солнце. Масса и радиус звезды составляет 2,49 и 10,5 солнечных соответственно. Температура её поверхности значительно меньше, чем у Солнца: приблизительно 4846 кельвинов. Светимость звезды превышает солнечную в 53,7 раза.

## Планетная система
В 2012 году группой японских астрономов под руководством Сато (Bun'ei Sato) из обсерватории Окаяма было объявлено об открытии планеты 75 Кита b в системе. Это газовый гигант, превосходящий по массе Юпитер в 3 раза. Планета обращается на расстоянии 2,1 а.е. от родительской звезды, совершая полный оборот почти за 692 суток. Открытие планеты было совершено методом доплеровской спектроскопии.